# 오픈 소스 모델
오픈 소스 모델(open-source model)은 개방형 협업을 장려하는 탈중앙 방식의 소프트웨어 개발 모델이다.
오픈 소스 소프트웨어 개발의 주된 원칙은 대중이 자유로이 이용할 수 있는 소스 코드, 청사진, 문서 등 제품의 동료 생산이다. 소프트웨어의 오픈 소스 운동은 사유 코드의 제약에 따른 반응으로 시작되었다. 이 모델은 OSAT, 오픈 소스 드러그 디스커버리 등의 프로젝트에 사용된다.
오픈 소스는 제품의 디자인, 청사진의 오픈 소스, 자유 라이선스를 경유한 범용적인 접근, 그리고 디자인이나 청사진의 범용적인 재배포를 제고한다. "오픈 소스"라는 용어가 널리 채택되기 전까지 개발자들과 생산자들은 다양한 용어를 사용하였다. "오픈 소스"는 인터넷의 성장과 함께 대중화되었다. 저작권, 라이선스, 도메인, 소비자 문제를 명확히 하기 위해 오픈 소스 소프트웨어 운동이 발생하였다.
일반적으로 오픈 소스는 원래의 디자인으로부터 이용 및 수정을 할 수 있도록 소스 코드를 일반에 공개한 컴퓨터 프로그램을 말한다. 오픈 소스 코드는 프로그래머들이 소스 코드를 개선시키고 공동체 내의 변경사항을 공유하는 협업적인 노력의 산물을 의미한다. 코드는 소프트웨어 사용권 조항에 의거하여 출시된다. 해당 사용권 조항에 의거하여 다른 사람들은 자신들의 버전(포크/fork)을 다운로드, 수정 후 공동체에 게시할 수 있다.
이전의 수많은 대형 기관들이 등장하여 오픈 소스 소프트웨어 운동의 발전을 지지하였으며, 여기에는 오픈 소스 프레임워크 아파치 하둡과 오픈 소스 HTTP 서버 아파치 HTTP 등 커뮤니티 프로젝트를 지원하는 아파치 소프트웨어 재단이 포함되어 있다.

## 역사
기술 정보를 공유하는 일은 인터넷과 개인용 컴퓨터로 거슬러 올라간다. 이를테면 자동차 개발 초창기 수년 동안 조지 B. 셀든이 처음 신청한 2행정 가솔린 엔진 특허권을 자본 독점가들이 소유하였다. 이 특허를 통제함으로써 이들은 산업을 독점하고 자동차 제조업체들이 그들의 요구를 준수하도록 강요할 수 있었으며 그렇게 하지 않으면 법적 소송의 위험을 감수해야 했다.
1911년, 독립 자동차 제조사 헨리 포드는 셀든 특허에 대항하여 승리하였다. 결과로써 셀든 특허가 실질적으로 가치가 없다고 간주되어 새 협회(MVAA, Motor Vehicle Manufacturers Association)가 설립되었다 새 협회는 모든 미국 자동차 제조업체들 간 크로스 라이선스 협약을 체결했다. 각 기업이 기술을 개발하고 특허를 신청하지만 이 특허들은 공개적으로, 그리고 제조업체 간 금전 교환 없이 공유되었다. 미국이 제2차 세계 대전에 참전한 시기에 92개의 포드 특허와 다른 기업들의 515개의 특허들은 이 제조업체들 간에 공유되었으며 이 과정에서 금전 교환이나 법적 소송은 없었다.
소스 코드의 자유로운 공유의 초기 예로는 1950년대, 1960년대의 IBM의 운영 체제 및 기타 프로그램들의 소스 공개, 소프트웨어의 교환을 용이케 하기 위해 설립된 SHARE 사용자 그룹을 들 수 있다. 1960년대 들어 아파넷 연구원들은 개방된 RFC 프로세스를 사용하여 초기 통신망 프로토콜의 피드백을 장려하였다. 이를 통해 1969년 초기의 인터넷이 탄생하기에 이르렀다.
인터넷을 통한 소스 코드의 공유는 인터넷이 상대적으로 초기 단계였을 때 시작되었으며 소프트웨어는 UUCP, 유즈넷, IRC, 고퍼를 통해 배포되었다. 예를 들어 BSD는 유즈넷의 comp.os.linux 게시글을 통해(개발 논의도 함께 진행) 처음으로 널리 배포되었다. 리눅스가 이 모델을 따랐다.

### '오픈 소스'라는 용어
"오픈 소스"라는 용어는 "자유 소프트웨어"(free software)라는 용어에 암시된 정치적 선전과 도덕적 철학을 비판했던 자유 소프트웨어 운동에 참여한 사람들이 처음 제안한 것이다. 게다가 "프리 소프트웨어"(free software)라는 용어의 모호성(자유 소프트웨어, 무료 소프트웨어)은 비즈니스 채택에 부정적인 영향을 미치는 것으로 간주되었다. 무료를 의미할 수 있는 영어 낱말 "free"임에도 불구하고 비용이 듦을 의미할 수도 있다.
이 그룹에는 크리스틴 피터슨, 토드 앤더슨, 래리 어거스틴, 존 홀, 샘 오크먼, 마이클 타이먼, 에릭 레이먼드가 포함되었다. 피터슨은 팰로앨토에서 개최된 한 회의에서 넷스케이프의 1998년 1월 내비게이터의 소스 코드 출시에 반응하면서 "오픈 소스"를 제안하였다. 리누스 토르발스는 다음날 그를 지지하였고 필 휴즈는 리눅스 저널에서 이 용어를 지지하였다. Phil Hughes는 리눅스 저널에서 이 용어를 지지하였다. 자유 소프트웨어 운동의 창립자 리처드 스톨먼은 처음에 이 용어를 채택하는 것처럼 보였다가 나중에 마음을 바꾸었다. 넷스케이프는 넷스케이프 퍼블릭 라이선스로 소스 코드를 출시하였다가 이후 모질라 공용 허가서로 출시하였다.
레이먼드는 특히 이 새로운 용어를 보급하는 시도에 활동적이었다. 그는 1998년 2월 자유 소프트웨어 커뮤니티에 이 용어의 채택을 최초로 호소하였다. 얼마 지나지 않아 그는 브루스 페런스와 협업하여 오픈 소스 이니셔티브를 창립하였다.
이 용어는 1998년 4월 기술 출판사 팀 오라일리에 의해 조직된 행사를 통해 더 가시화되었다. 원래 제목은 "프리웨어 서밋"(Freeware Summit)이었으나 나중에 "오픈 소스 서밋"(Open Source Summit)으로 변경된 이 행사는 가장 중요한 자유 및 오픈 소스 프로젝트 다수의 지도자들이 참석하였는데 여기에는 리누스 토르발스, 래리 월, 브라이언 벨렌도르프, 에릭 올먼, 귀도 반 로섬, 마이클 타이먼, 폴 빅시, 제이미 자윈스키, 에릭 레이먼드가 포함된다. 이 회의에서 "자유 소프트웨어"라는 용어의 대안이 논의되었다. 타이먼은 "소스웨어"를 새로운 용어로 찬성하였으나 레이먼드는 "오픈 소스"를 찬성하였다. 이렇게 모인 개발자들은 투표를 거쳤고 가장 우세한 용어가 그 날 저녁 언론 콘퍼런스에서 발표되었다.
"오픈 소스"는 기존 용어 "자유 소프트웨어"를 완전히 대체하지는 못했으며 이 둘을 합친 용어인 자유-오픈 소스 소프트웨어(FOSS)가 만들어졌다.

## 경제학

스위스 단체 200곳의 오픈 소스 사용 이유에 관한 설문조사.

일부 경제학자들은 오픈 소스가 상당한 정도의 시간, 금액, 노력이 수반되는 원 작품의 정보재 또는 지식재(knowledge good)임에 동의한다. 해당 작품을 재생산하는 비용, 즉 한계 비용은 추가 사용자가 0이거나 거의 없을 정도로 충분히 낮다. 저작권은 독점을 만들어내므로 소비자에 부과되는 가격은 생산의 한계비용에 비해 상당히 더 높을 수 있다. 이때 저자는 원작을 만드는 비용을 회수할 수 있게 된다. 그러므로 저작권은 작품의 가치를 소중히 생각하는 소비자들을 위한 접근 비용을 창출하며, 이 비용은 한계비용보다 더 크지만 초기 제작 비용보다는 더 적은 편이다. 접근 비용은 또한 버그 수정이나 기능 추가를 위해 수정되는 소프트웨어 프로그램의 사본이라든지 노래의 리믹스 등 2차적저작물을 제작하기 원하는 저자가 그러한 작업을 할 하기 위해 저작권 소유자에게 비용을 지불하지 못하게 되거나 지불할 의사가 없도록 만드는 문제점이 있다.

오픈 소스 소프트웨어 애플리케이션 분야.

생활협동조합으로 효율적으로 조직되는 오픈 소스는 저작권 제한을 낮춤으로써 파생 작품의 개발자와 소비자의 접근 비용의 일부를 없애준다. 기본 경제 이론은 비용이 더 낮을수록 더 많은 소비가 이루어지고 또한 파생 작품의 제작이 더 많아질 것으로 예측한다. 크리에이티브 커먼즈와 같은 단체들은 개인이 자신들의 작품에 대한 대안이 되는 "라이선스"나 제약의 단계를 설정할 수 있는 웹사이트를 호스팅한다. 이렇게 직접 취해진 보호들은 대중 사회로 하여금 저작권 침해를 감시하는 비용에서 해방시켜준다.
소비자들이 사본에 대해 금액을 지불하지 않기 때문에 제작자들이 제작 초기 비용을 회수하지 못하므로 처음에는 이들에게 생산에 대한 경제적 인센티브가 거의 없다는 주장이 있다. 현실적으로 콘텐츠 제작자들은 사유 라이선스 및 사본의 비용을 채택하거나 오픈 라이선스를 채택하는 것 중 하나를 선택할 수 있다. 제약(지적 재산 보호를 위한 저작권이 아닌 크게 특허에 의존) 등 전문가의 상당한 연구 개발이 요구되는 일부 제품의 경우 거의 예외적으로 사유이긴 하지만 점차 증가되고 복잡해지는 기술들은 오픈 소스의 원칙에 따라 개발되고 있다.
오픈 소스 개발이 상당한 가치를 창출한다는 증거가 있다. 이를테면 오픈 소스 하드웨어 디자인 문맥에서 디지털 디자인은 무료로 공유되며 디지털 제조기술(예: 렙랩 프로젝트 3D 프린터)에 접근할 수 있는 누구든지 자재 비용을 들여 제품을 복제할 수 있다. 최초 공유자는 피드백, 잠재적으로는 원 디자인의 개선사항을 동료 생산 공동체로부터 수신할 수 있다.
수많은 오픈 소스 프로젝트들은 높은 경제적 가치가 있다. 배터리 오픈 소스 소프트웨어 인덱스(BOSS)에 따르면 경제적으로 중요한 10대 오픈 소스 프로젝트는 다음과 같다:
| 순위 | 프로젝트     | 주도 기업    | 시장 가치     |
| ---- | ------------ | ------------ | ------------- |
| 1    | 리눅스       | 레드햇       | $16 billion   |
| 2    | 깃           | 깃허브       | $2 billion    |
| 3    | MySQL        | 오라클       | $1.87 billion |
| 4    | Node.js      | NodeSource   | ?             |
| 5    | 도커         | 도커         | $1 billion    |
| 6    | 하둡         | 클라우데라   | $3 billion    |
| 7    | 일래스틱서치 | 일래스틱     | $700 million  |
| 8    | 스파크       | 데이터브릭스 | $513 million  |
| 9    | 몽고DB       | 몽고DB       | $1.57 billion |
| 10   | 셀레늄       | Sauce Labs   | $470 million  |

## 같이 보기

### 목록
- 상용 오픈 소스 응용 프로그램 목록
- 오픈 소스 의료 소프트웨어 목록
- 자유-오픈 소스 소프트웨어 패키지 목록
- 오픈 소스 비디오 게임 목록
- 상표 등록된 오픈 소스 소프트웨어 목록
- 오픈 소스 안드로이드 애플리케이션 목록

### 오픈 소스 기반 용어
- en:Open-source appropriate technology(OSAT)
- 오픈 소스 경제학
- 오픈 소스 생태계
- 오픈 소스 거버넌스
- 오픈 소스 하드웨어
- 오픈 소스 이니셔티브
- 오픈 소스 사용권
- 오픈 소스 정치 운동
- 오픈 소스 레코드 레이블
- 오픈 소스 종교
- 오픈 소스 로보틱스
- 오픈 소스 소프트웨어
- 오픈 소스 운동

### 기타
- Open Sources: Voices from the Open Source Revolution (책)
- 오픈 소스 소프트웨어의 비즈니스 모델
- 협업 인텔리전스
- 공용 기반 동료 생산
- 상용 오픈 소스 응용 프로그램
- 커뮤니티 소스
- 디지털 자유
- 규모의 비경제
- 수용하고 확장하고 멸종시킨다
- 프리 비어
- 자유 소프트웨어
- 선물경제
- 기술법 용어 상용구
- 할로윈 도큐먼트
- 리눅스
- 집단 협업
- 네트워크 효과
- 오픈 액세스
- 오픈 콘텐츠
- 오픈 데이터
- 오픈 디자인 운동
- 오픈 포맷
- 오픈 구현
- 오픈 혁신
- OpenJDK
- 오픈 리서치
- 오픈 시큐리티
- 오픈솔라리스
- 오픈 소스 생태계
- 오픈 소스 랩
- 오픈 소스와 클로즈드 소스 간 비교
- 오픈 시스템
- 개방형 표준
- OpenDWG
- 개방성
- 동료 생산
- 사유 소프트웨어
- 공유 소스
- 공유경제
- 벤더 락인
- 웹 리터러시

## 참고 문헌
- Benkler, Yochai (2006). 《The Wealth of Networks: How Social Production Transforms Markets and Freedom》 (PDF). Yale University Press.
- Berry, David M. (2008). 《Copy, Rip, Burn: The Politics of Copyleft and Open Source》. London:Pluto Press. ISBN 978-0745324142.
- Karl Fogel. Producing Open Source Software (How to run a successful free-software project). Free PDF version available.
- Goldman, Ron; Gabriel, Richard P. (2005). 《Innovation Happens Elsewhere: Open Source as Business Strategy》. Richard P. Gabriel. ISBN 978-1-55860-889-4.
- Dunlap, Isaac Hunter (2006). 《Open Source Database Driven Web Development: A Guide for Information Professionals》. Oxford: Chandos. ISBN 978-1-84334-161-1. 2020년 2월 4일에 원본 문서에서 보존된 문서. 2020년 2월 4일에 확인함.
- Kostakis, V.; Bauwens, M. (2014). 《Network Society and Future Scenarios for a Collaborative Economy》. Palgrave Macmillan. ISBN 978-1-137-41506-6. (wiki)
- Nettingsmeier, Jörn. "So What? I Don't Hack!" eContact! 11.3 – Logiciels audio " open source " / Open Source for Audio Application (September 2009). Montréal: CEC.
- Stallman, Richard M. 《Free Software Free Society: Selected essays of Richard M. Stallman》. 2010년 11월 21일에 원본 문서에서 보존된 문서. 2020년 2월 4일에 확인함.
- Schrape, Jan-Felix (2017). “Open-source projects as incubators of innovation. From niche phenomenon to integral part of the industry”. 《Convergence》: 135485651773579. doi:10.1177/1354856517735795.
- Various authors. eContact! 11.3 – Logiciels audio " open source " / Open Source for Audio Application (September 2009). Montréal: CEC.
- Various authors. "Open Source Travel Guide [wiki]". eContact! 11.3 – Logiciels audio " open source " / Open Source for Audio Application (September 2009). Montréal: CEC.
- Weber, Steve (2004). 《The Success of Open Source》. Harvard University Press. ISBN 978-0-674-01292-9.
- Ray, Partha Pratim; Rai, Rebika (2013). 《Open Source Hardware: An Introductory Approach》. Lap Lambert Publishing House. ISBN 978-3-659-46591-8.

### 법률, 경제적 측면의 문헌
- Benkler, Y. (December 2002). “Coase's Penguin, or, Linux and The Nature of the Firm” (PDF). 《Yale Law Journal》 112 (3): 369–446. arXiv:cs/0109077. doi:10.2307/1562247. hdl:10535/2974. JSTOR 1562247. 2018년 12월 22일에 원본 문서 (PDF)에서 보존된 문서. 2020년 2월 4일에 확인함.
- Berry, D.M.; Moss, G. (2008). “Libre Culture: Meditations on Free Culture” (PDF). Canada: Pygmalion Books.
- Bitzer, J.; Schröder, P.J.H. (2005). “The Impact of Entry and Competition by Open Source Software on Innovation Activity” (PDF). 《Industrial Organization 0512001》. EconWPA.
- v. Engelhardt, S. (2008). “The Economic Properties of Software” (PDF). 《Jena Economic Research Papers》 2: 2008–045.
- v. Engelhardt, S. (2008): "Intellectual Property Rights and Ex-Post Transaction Costs: the Case of Open and Closed Source Software", Jena Economic Research Papers 2008-047. (PDF)
- v. Engelhardt, S.; Swaminathan, S. (2008). “Open Source Software, Closed Source Software or Both: Impacts on Industry Growth and the Role of Intellectual Property Rights” (PDF). 《Discussion Papers of DIW Berlin 799》.
- European Commission. (2006). Economic impact of open source software on innovation and the competitiveness of the Information and Communication Technologies sector in the EU. Brussels.
- Feller, J.; Fitzgerald, B.; Hissam, S.A., 편집. (2005). 《Perspectives on Free and Open Source Software》. MIT Press. ISBN 978-0-262-06246-6.
- v. Hippel, E.; v. Krogh, G. (2003). “Open source software and the "private-collective" innovation model: Issues for organization science” (PDF). 《Organization Science》 14 (2): 209–223. doi:10.1287/orsc.14.2.209.14992. hdl:1721.1/66145.
- Kostakis, V.; Bauwens, M. (2014). 《Network Society and Future Scenarios for a Collaborative Economy》. Palgrave Macmillan. ISBN 978-1-137-41506-6. (wiki)
- Lerner J., Pathak P. A., Tirole, J. (2006). “The Dynamics of Open Source Contributors”. 《American Economic Review》 96 (2): 114–8. CiteSeerX 10.1.1.510.9948. doi:10.1257/000282806777211874. 2012년 1월 4일에 원본 문서에서 보존된 문서. 2020년 2월 4일에 확인함.
- Lerner, J., Tirole, J. (2002). “Some simple economics on open source”. 《Journal of Industrial Economics》 50 (2): 197–234. CiteSeerX 10.1.1.461.3373. doi:10.1111/1467-6451.00174. earlier revision (PDF)
- Lerner, J.; Tirole, J. (2005). “The Scope of Open Source Licensing”. 《The Journal of Law, Economics, and Organization》 21: 20–56. CiteSeerX 10.1.1.72.465. doi:10.1093/jleo/ewi002.
- Lerner, J.; Tirole, J. (2005). “The Economics of Technology Sharing: Open Source and Beyond”. 《Journal of Economic Perspectives》 19 (2): 99–120. doi:10.1257/0895330054048678.
- Lerner, J.; Tirole, J. (2005). “The Economics of Technology Sharing: Open Source and Beyond”. 《Journal of Economic Perspectives》 19 (2): 99–120. doi:10.1257/0895330054048678.
- Maurer, S.M. (2008). “Open source biology: Finding a niche (or maybe several)”. 《UMKC Law Review》 76 (2). doi:10.2139/ssrn.1114371. SSRN 1114371.[깨진 링크(과거 내용 찾기)]
- Osterloh, M.; Rota, S. (2007). “Open source software development — Just another case of collective invention?” (PDF). 《Research Policy》 36 (2): 157–171. doi:10.1016/j.respol.2006.10.004.
- Riehle, D. (April 2007). “The Economic Motivation of Open Source: Stakeholder Perspectives”. 《IEEE Computer》 40 (4): 25–32. doi:10.1109/MC.2007.147.
- Rossi, M.A. (2006). 〈Decoding the free/open source software puzzle: A survey of theoretical and empirical contributions〉 (PDF).   Bitzer, J.; Schröder, P. 《The Economics of Open Source Software Development》. Elsevier. 15–55쪽. ISBN 978-0-444-52769-1.
- Schiff, A. (2002). “The Economics of Open Source Software: A Survey of the Early Literature” (PDF). 《Review of Network Economics》 1 (1): 66–74. doi:10.2202/1446-9022.1004. 2018년 8월 9일에 원본 문서 (PDF)에서 보존된 문서. 2020년 2월 4일에 확인함.
- Schwarz, M.; Takhteyev, Y. (2010). “Half a Century of Public Software Institutions: Open Source as a Solution to the Hold-Up Problem”. 《Journal of Public Economic Theory》 12 (4): 609–639. CiteSeerX 10.1.1.625.2368. doi:10.1111/j.1467-9779.2010.01467.x. earlier revision
- Spagnoletti, P.; Federici, T. (2011). “Exploring the Interplay Between FLOSS Adoption and Organizational Innovation”. 《Communications of the Association for Information Systems (CAIS)》 29 (15): 279–298.
- Abramson, Bruce (2005). 《Digital Phoenix; Why the Information Economy Collapsed and How it Will Rise Again》. MIT Press. ISBN 978-0-262-51196-4.
- Sampathkumar, K.S. 《Understanding FOSS Version 4.0 revised》. ISBN 978-8-184-65469-1.